# Ли Чэн

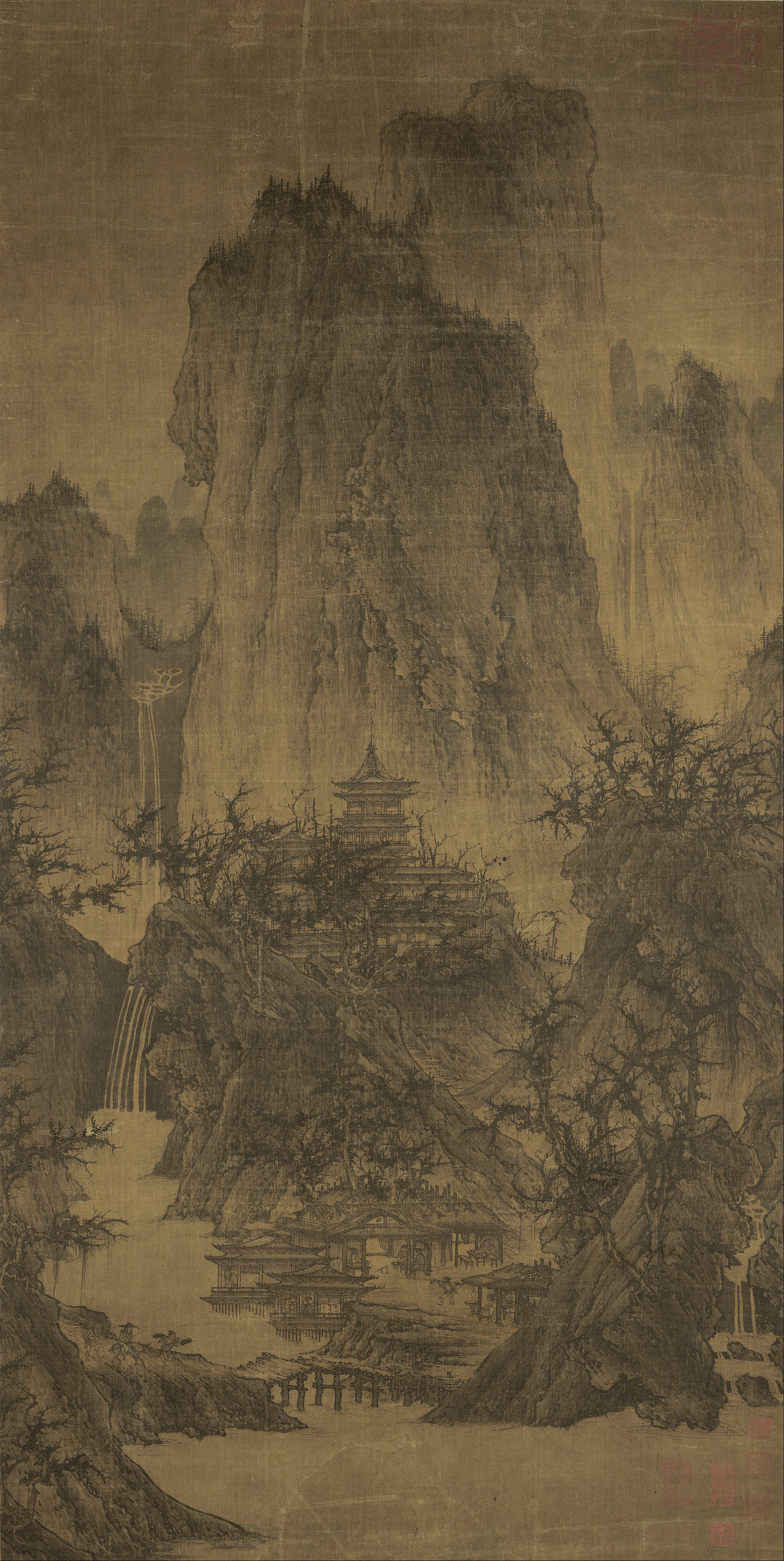
Ли Чэн. Буддийский храм в горах. 10в. Музей Нельсона-Аткинса, Канзас-сити.

Ли Чэн (кит. 李成, пиньинь Lǐ Chéng; взрослое имя Сяньси; 919—967) — китайский художник-пейзажист, поэт, теоретик живописи.

## Биография
Ли Чэн происходил из знатной семьи ученых-конфуцианцев, принадлежавшей к правящему танскому клану. Все предки Ли были в своё время известными учёными - конфуцианцами и чиновниками. Сдав государственный экзамен на степень цзиньши, однако никогда не поступал на государственную службу. Творческая деятельность Ли Чэна пришлась на период Пяти династий (907-960) и начало правления династии Сун (960 - 1279). Согласно историческим источникам, художник жил и работал в трёх городах, сначала в старой танской столице Чанъани, затем в городе Инцю в Цзинчжоу, и закончил свои дни в сунской столице Кайфыне. Начав с изучения и копирования произведений Цзин Хао и Гуань Туна художник впоследствии выработал свою манеру и стал основателем стиля "затуманенных деревьев в ровной дали", который обрёл известность среди мастеров пейзажа. В изображении людских фигур в пейзаже Ли Чэн часто кооперировался с Ван Сяо, художником, даты рождения и смерти которого неизвестны.
В период существования царства Позднее Чжоу (951-960) Ли примкнул к сторонникам новой всекитайской династии - Сун (960-1279), и вскоре после её воцарения был приглашён в столицу, став членом Академии Ханьлинь и получив от императора почётный титул "гуанлу-чэн" (имеющий светлые заслуги). Судя по описанию жившего в XI веке историка и критика искусства Го Жосюя, Ли Чэн редко отзывался на приглашения знатных и богатых вельмож, но предпочитал путешествовать по провинции, изучая природу. В одном из таких путешествий он заболел и скончался в 967 году.  Кроме достижений в области пейзажа Ли Чэн прославился игрой в шахматы, музицированием на цине, а также как прозаик и историк. Его сын Ли Цзюэ был выдающимся знатоком конфуцианского канона и принципов искусства. Подобно отцу он стал членом Академии Ханьлинь, а император Тай-цзу (927-976) поручил ему чтение лекций по классической конфуцианской литературе.

## Художественное творчество
Живописная манера Ли Чэна была не столько техничной и аналитической, сколько интуитивной. Исследователи его творчества считают, что сливая отдельные детали и предметы картины в единый образ, он стремился выразить принцип "ли" - центральное понятие неоконфуцианской философии в его время, который придавал равновесие и гармонию бесчисленному количеству вещей в мире. Как художник, Ли Чэн был одним из продолжателей Цзин Хао и, наряду с Гуань Туном, Фань Куанем, стал одним из основоположников жанра монохромной пейзажной живописи, который стал необычайно популярен в периоды Пяти Династий и Сун. В своём творчестве он сумел соединить северную и южную живописные традиции, величественные горные пейзажи Цзин Хао и Гуань Туна с "бледной тушью и  светлыми туманами" цзяннаньских мастеров. Более поздние авторы считали его основателем "сунского пейзажного стиля", имевшего множество последователей. Одним из самых выдающихся его учеников и продолжателей был известный пейзажист Го Си.
Так как Ли Чэн имел множество последователей, копиистов и фальсификаторов уже в древности, выделение среди сохранившихся работ близкие к оригиналу представляет определенную сложность. В настоящее время наиболее близкими подлинным работам мастера считаются копии XII—XVII веков:

Ли Чэн. Роскошный лес среди отдаленных пиков, музей провинции Ляонин

- Путники в зимнем лесу (Сосны и камни) — музей Метрополитен
- Буддийский храм в горах — коллекция Нельсона-Аткинса в Канзас-Сити
- Читающий стелу — музей в Осака
- Зимний пейзаж — Гугун

В его работах монументальность сочетается с тщательным исполнением отдельных деталей.
Возможно, Ли Чэн первым применил угловые или диагональные композиции, в которых свободное пространство свитка начинает играть активную роль, расширяя границы свитка. Он устраняет замкнутость пространства. Ли Чэн выдвигает на первый план какую-либо деталь композиции и противопоставляет этой детали широкие просторы заднего плана.
Го Си считал, что мастерство художника-пейзажиста заключается в умении передать пространство с помощью «трех далей»: даль высокую (высоту гор), даль глубокую (пространство за горой и ровную даль. Непосредственные предшественники Ли Чэна (Цзин Хао, Гуань Тун) и он сам отдали значительную дань своего умения созданию композиций вертикальных свитков, в которых величественная картина мира отображалась высокими горами, занимающими основное пространство свитка. В свитке «Путники в зимнем лесу» он выступает с композиционным новшеством «ровных далей», которое не получило однозначного одобрения. Однако Го Жосюй, Ми Фэй и Го Си высоко оценили это композиционное новшество.
Другим новшеством Ли Чэна была низкая точка зрения, близкая естественному взгляду, подобная принятой в европейской живописи, в противоположность взгляду сверху, который преобладал до этого. Его критиковал за это Шэнь Го, который считал, что у художника не должно быть одной определенной точки зрения на предмет, он должен изображать его со всех сторон и с разных расстояний.
Картины Ли Чэна стали редкостью уже 100 лет спустя. Согласно историческому преданию, поскольку Ли принадлежал к танскому императорскому клану, было позором, что его считали «всего лишь художником», поэтому его внук, служивший губернатором Кайфына в период под девизом «Цзинъю» (1034-37гг) скупил и уничтожил все произведения Ли под предлогом, что его дед не хотел, чтобы они находились в недостойных руках. Тем не менее, в составленном в XII веке каталоге императорской коллекции живописи "Сюаньхэ Хуапу" насчитывается 159 произведений Ли Чэна.

## Поэтическое творчество

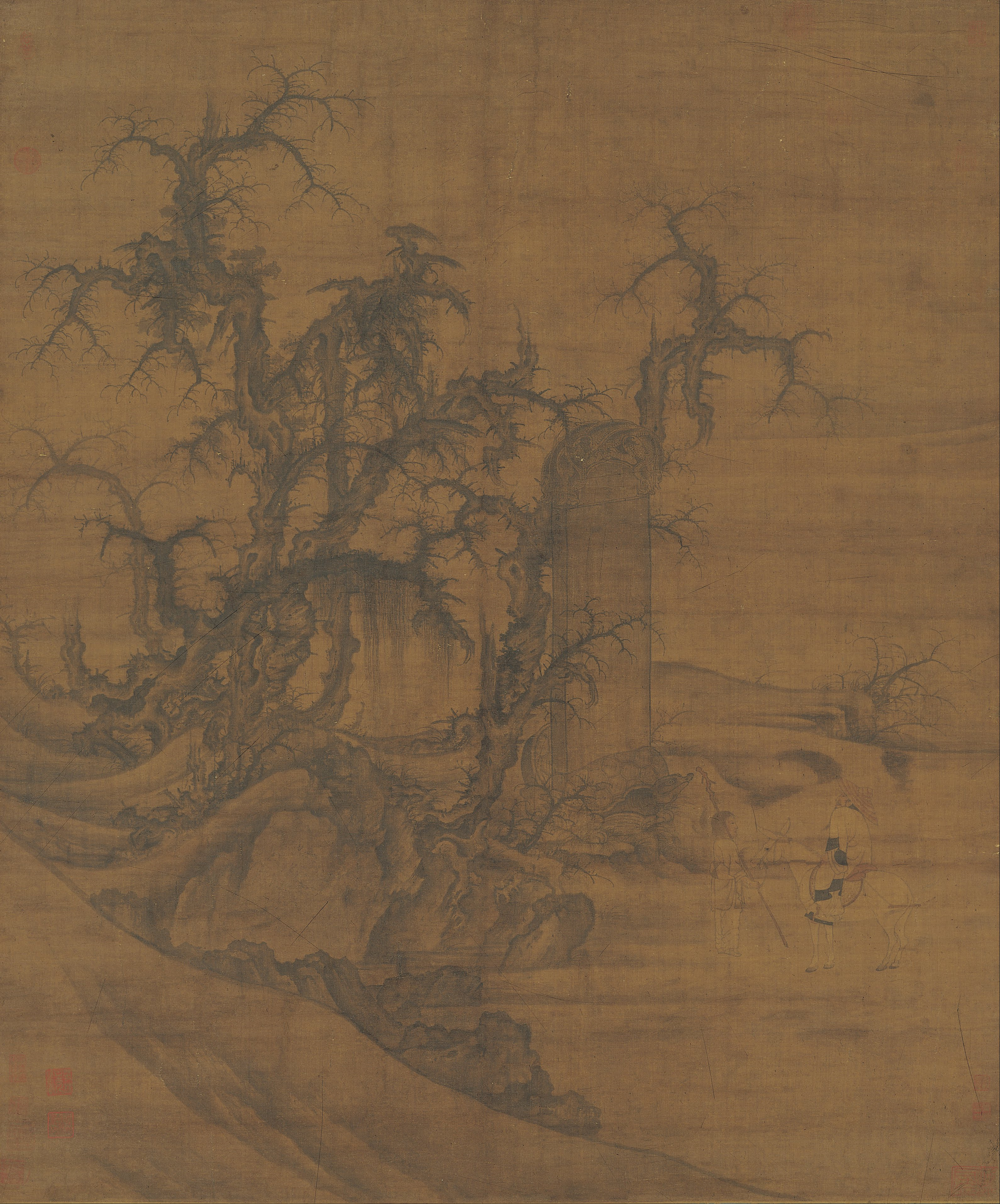
Ли Чэн и Ван Сяо. Читающий стелу. 10в. Осака, Муниципальный музей.

## Теория пейзажа
Ли Чэн написал трактат «Тайна пейзажа» («Шаньшуй цзюэ»). В своей работе он в основном следует принципам, сформулированным Ван Вэем, развивая и углубляя его категории. Небольшой по объёму трактат (один цзюань) написан в литературном стиле пяньсы лилю, который предполагает параллельное чередование строк с четырьмя и шести знаками. Ли Чэн рассматривает различные стороны пейзажной живописи от композиции до техники мазка, причем все это дано в одном слитном единстве как техника создания произведения. Влияние этой небольшой работы на последующее развитие китайской эстетической мысли очень велико. Некоторые слова, используемые Ли Чэном для характеристики живописи, в дальнейшем стали детализированными терминами и понятиями.
Перевод трактата на русский язык, выполненный Е. В. Завадской, опубликован в её монографии (см. список литературы).